# Cyrine Belhédi
Cyrine Belhédi (arabe : سيرين بالهادي) est une actrice et animatrice de télévision tunisienne.

## Filmographie

### Cinéma
- 2015 : Libre de Moez Kamoun (ar)[2]

### Télévision

#### Séries
- 2012 : Dar Louzir de Slaheddine Essid : Farwazen Bourigua
- 2013 : Allak Essabat de Ghazi Zaghbani
- 2014 : Nsibti Laaziza (saison 4) de Slaheddine Essid
- 2015 : School (saison 2)
- 2015 : Bolice de Majdi Smiri
- 2016 : Sohba Ghir Darjine de Hamza Messaoudi
- 2019 : Zanket El Bacha de Nejib Mnasria : Hajer

#### Émissions
- 2015 : Dbara Tounsia (épisode 1) sur Ettounsiya TV
- 2016 : M Junior sur M Tunisia : animatrice
- 2016 : Allo Cyrine sur M Tunisia : animatrice
- 2016 : Tahadi El Chef (épisode 7) sur M Tunisia

## Théâtre
- 2013 : La Leçon de Ghazi Zaghbani
- 2015 : Fezz (Lèves-toi)[3] de Jaafar Guesmi

## Radio
- 2014 : Fezz Tasmaâ El Aâzz sur Radio IFM : chroniqueuse